# Djúpavogshreppur
Djúpavogshreppur est une ancienne municipalité de l'est de l'Islande, située à 370 km de Reykjavík, d'une population de 447 habitants pour une superficie de 1 133 km2 (0,4 hab/km2).
En 2020, la municipalité est fusionnée avec trois autres pour constituer la nouvelle municipalité de Múlaþing.